# George Soares
George Montenegro Soares (Natal, 21 de setembro de 1978) é um contador e político brasileiro filiado ao Partido Verde (PV).